# Herman Bemberg
Herman Emanuel Bemberg Ocampo (Buenos Aires, 29 marzo 1859 – Berna, 21 luglio 1931) è stato un compositore tedesco-argentino.

## Biografia
Nato a Parigi (o più probabilmente a Buenos Aires) da genitori tedeschi argentini (Otto Bemberg 1827-95 e Luisa Bernabela Ocampo Regueira 1831-1904), studiò al Conservatorio di Parigi con Massenet, la cui influenza, insieme a quella di Gounod, è fortemente evidente nella sua musica. Nel 1885 vinse il Prix Rossini. Come compositore è noto per numerose canzoni e brani per pianoforte, nonché per la cantata La Mort de Jeanne d'Arc (1886), l'opera comica Le Baiser de Suzon (1888) e la grand opéra Elaine, rappresentato al Covent Garden con la grande soprano australiana Nellie Melba nel 1892.
Tra le canzoni di Bemberg, il drammatico recitativo Ballade du Desespere era molto conosciuto, e Chant Hindou era piuttosto popolare e spesso incluso nelle antologie.
Morì a Berna, in Svizzera.